# PITPNA
PITPNA (англ. Phosphatidylinositol transfer protein alpha) – білок, який кодується однойменним геном, розташованим у людей на короткому плечі 17-ї хромосоми. Довжина поліпептидного ланцюга білка становить 270 амінокислот, а молекулярна маса — 31 806.
| 10         |  | 20         |  | 30         |  | 40         |  | 50         |
| ---------- |  | ---------- |  | ---------- |  | ---------- |  | ---------- |
| MVLLKEYRVI |  | LPVSVDEYQV |  | GQLYSVAEAS |  | KNETGGGEGV |  | EVLVNEPYEK |
| DGEKGQYTHK |  | IYHLQSKVPT |  | FVRMLAPEGA |  | LNIHEKAWNA |  | YPYCRTVITN |
| EYMKEDFLIK |  | IETWHKPDLG |  | TQENVHKLEP |  | EAWKHVEAVY |  | IDIADRSQVL |
| SKDYKAEEDP |  | AKFKSIKTGR |  | GPLGPNWKQE |  | LVNQKDCPYM |  | CAYKLVTVKF |
| KWWGLQNKVE |  | NFIHKQERRL |  | FTNFHRQLFC |  | WLDKWVDLTM |  | DDIRRMEEET |
| KRQLDEMRQK |  | DPVKGMTADD |  |            |  |            |  |            |

A: Аланін

C: Цистеїн

D: Аспарагінова кислота

E: Глутамінова кислота

F: Фенілаланін

G: Гліцин

H: Гістидин

I: Ізолейцин

K: Лізин

L: Лейцин

M: Метіонін

N: Аспарагін

P: Пролін

Q: Глутамін

R: Аргінін

S: Серин

T: Треонін

V: Валін

W: Триптофан

Задіяний у таких біологічних процесах, як транспорт, ацетилювання. 
Білок має сайт для зв'язування з ліпідами. 
Локалізований у цитоплазмі.